# Натиск на изток
Drang nach Osten (на български: „Натиск на изток“) е основен геостратегически и политико-идеологически постулат на национал-консервативните революционери на Третия Райх.
В резултат от следването и на тази концепция се стига до началото на плана Барбароса.